# Mary Brush
Mary Taylor Brush, nascuda com a Mary Taylor Whelpley (Boston, Massachusetts, 11 de gener de 1866 - Dublin, Nou Hampshire, 29 de juliol de 1949), va ser aviadora, artista, dissenyadora d'avions i pionera del camuflatge estatunidenca.

## Biografia
Mary Taylor Whelpley era filla de María Luisa (de soltera Breed) Whelpley i James Davenport Whelpley.
Va conèixer George de Forest Brush mentre estudiava a la Lliga d'estudiants d'art de Nova York, on era professor seu. Després d'escapar-se amb ell, es van casar a la ciutat de Nova York el 1886, en el seu vintè aniversari. Es van traslladar a Quebec inicialment i van tornar a Nova York dos anys després. A la fi de la dècada de 1890, la salut d'ella es va deteriorar i es van traslladar breument a Florència, Itàlia, per a rebre tractament. Passarien algun temps cada any en aquesta àrea abans de la Primera Guerra Mundial.
El 1890 o 1901 van comprar la Granja Townsend a Dublin, Nou Hampshire, on la família havia passat les vacances anteriorment, i s'hi van instal·lar. Mary Brush va ser el tema principal de l'art del seu marit des de principis de la dècada de 1890 fins a la Primera Guerra Mundial, ja que en va pintar moltes imatges, d'ella amb un o altra dels seus nou fills. La família va ser en algun moment veïna d'Amelia Earhart, i ella i Mary Taylor es van fer amigues.
Va morir el 29 de juliol de 1949 a Dublin i va ser enterrada en el cementiri d'aquesta ciutat.

## Carrera professional

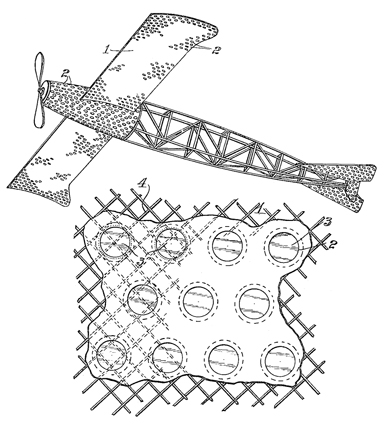
Dibuix de Mary Taylor Brush de 1917, Patent USPTO núm.1293688

Mary Taylor Brush va ser una de les primeres aviadores, havent-se entrenat com a pilot abans de l'esclat de la Primera Guerra Mundial. Va dissenyar i patentar avions i parts d'alguns d'aquests aparells sobreviuen i s'han exhibit al Museu de l'Aire d'Eagles Mere, a Pennsilvània, des de 2011. També va desenvolupar camuflatge per a avions.
Ella i el seu marit, el seu fill gran, Gerome, i el seu amic Abbott Handerson Thayer van dissenyar mètodes de camuflatge i van contribuir als esforços d'emmascarament d'avions durant la Primera Guerra Mundial. Van aplicar els principis de l'art a l'enginyeria per a desenvolupar i proposar dissenys de camuflatge militar. Al principi, ella va provar els dissenys de camuflament del seu marit, després va començar a experimentar amb els seus propis dissenys en un monoplà Morane-Borel comprat el 1916. Una patent de 1917 presentada per Mary Taylor establia que ella era "capaç de produir una màquina pràcticament invisible quan està en l'aire".

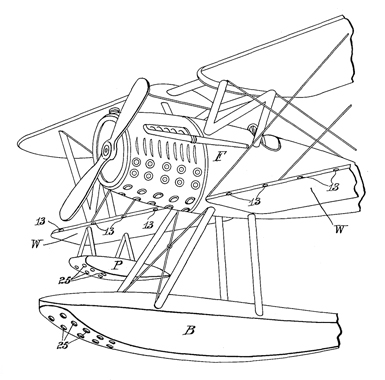
Patent 1619100, de Mary Taylor Brush

Mentre que altres artistes que treballaven en el desenvolupament del camuflatge de vehicles per a la guerra utilitzaven tècniques modernistes per a alterar la percepció del color, com a artistes acadèmics, es deia que Thayer i els Brush es van inspirar en casos de camuflatge en la naturalesa. Diferents variacions en els dissenys proposats incloïen donar als avions un ventre de color clar i usar contrail·luminació per fer que l'avió fos tan brillant com el cel i, per tant, semblés transparent. En explorar les tècniques de contrallum, George usava seda vernissada per vestir l'avió, però no era prou resistent. Mary Taylor va decidir perforar parts de les ales (de lli) en els seus dissenys, combinant-les amb bombetes en diferents parts del fuselatge per a dispersar la llum al voltant de l'avió. Va fer proves dels seus dissenys en un avió que va volar sobre Long Island i Nou Hampshire. Els seus dissenys no es van fer servir durant la Primera Guerra Mundial, però el seu concepte va tornar a reprendre's i es va provar en la Segona Guerra Mundial, fins i tot en el projecte de les Llums de Yehudi.